# 明愛柴灣馬登基金中學
明愛柴灣馬登基金中學（英語：Caritas Chai Wan Marden Foundation Secondary School）為一所位於港島東區的津貼中學，由香港明愛創辦，於1979年以馬登基金明愛柴灣職業先修學校之名創立，於1990年代尾改為現名。
由於第三輪殺校潮的緣故，此校已於2022年起停招中一，並將於2026年停辦。

## 歷史
於1970年代中，會德豐時任主席約翰·馬登名下的「馬登基金」，決定委託香港明愛在柴灣、沙田及屯門各開辦一間工業中學。至1974年，隨著政府批出位於柴灣新廈街的建校用地，此校亦開始進入籌建階段。
雖然永久校舍要到1980年才落成，但此校早於1979年已借用同系聖方濟各工業中學部分課室率先創校；同年3月2日，此校永久校舍舉行奠基儀式，由時任教育司陶建主禮。
於1997年，政府決定取消工業中學體制，並鼓勵同類學校更名及轉營。因此，此校於約1990年代尾-2000年代初間，更改為現時的校名。
自2007年起，同系的聽障人士學校-達言學校併入此校，而該校則改組成「達言學務部」，繼續為該校未畢業學生提供支援至2010年末屆畢業；此前，該校已於2006年起遷入，以預備合併。
在少子化現象、香港移民潮及本身辦學表現遜色的影響下，此校於2021年因收生不足而只能開辦一班中一，需向教育局提交「學校發展方案」才能繼續辦學，並傳出未來或會自行「殺校」的傳聞。及後，香港明愛方面表示此校短期內將繼續辦學，並考慮與明愛社區書院合辦部分課程。然而，由於教育局駁回此校的發展方案，最後仍於2022年起決定停招，並預計最快兩年後正式停辦。
至2022年8月2日，香港明愛正式宣佈此校將2026年9月停辦，當中2021/22學年入學的中一學生，需於完成中三後轉往其他中學就讀；而其他級別則仍可於原校畢業。

## 歷任管治人員

### 校監
- 蘇約翰先生（1979年-？，創校校監，兼任明愛其他屬校校監；曾任同系聖方濟各工業中學創校校長）
- 周靜瑪修女[13]
- 楊鳴章主教（1993年-2003年[14]；後出任天主教香港教區主教，2019年病逝）
- 李崇德先生，BBS，JP（2003年-2006年[15]，曾為同系屯門馬登基金中學及聖方濟各工業中學校長）
- 李惠芳女士（2006年-？[16]）
- 儲富有先生（現任校監；曾任聖芳濟各書院及長沙灣天主教英文中學校長）

### 校長
- 黃寶琳先生（1979年-2002年，創校校長[17][18]）
- 何慧珠女士（2002年-2008年，第二任[17]）
- 洪詠慈女士（2008年起，現任校長）

## 校舍
此校為一所非標準校舍，佔地面積為9,975平方米，設24間課室及各種特別室，並曾加建新翼。
此校連同另外兩間馬登基金中學，皆由馬海建築師事務所設計，於1980年完工啟用。

## 軼事及事件
- 2003年2月18日，就讀此校中五的16歲女生楊玉瑩，疑因不堪學業壓力，在耀東邨寓所跳樓自殺身亡[20]。
- 2011年2月，此校前教師李順雄（事後已自行辭職），被控於2008年5月至2009年2月間，於採購電腦器材時，為其兄長的公司騙取校方公款15萬元，於東區裁判法院被判罪成[21]。
- 2012年9月10日，就讀此校中三的18歲男生張文傑，疑因不堪學業及與同學關係壓力，在寓所跳樓自殺身亡[22]。
- 2016年12月，深圳某補習社宣稱旗下英文科補習班，由此校教師任教。及後，此校校方作出澄清，並指該補習社擅自使用其名義作宣傳[23]。

## 註解
1. ↑  2019/20年度[3]
2. ↑  包括明愛屯門馬登基金中學、明愛沙田馬登基金中學及此校

## 外部連結
- 明愛柴灣馬登基金中學官方網頁 （页面存档备份，存于）